# Sitki (Śniadka Druga)
Sitki – przysiółek wsi Śniadka Druga, położony w  województwie świętokrzyskim w powiecie kieleckim w gminie Bodzentyn
W latach 1975–1998 przysiółek administracyjnie należał do województwa kieleckiego.